# SAMD9
SAMD9‏ (Sterile alpha motif domain containing 9) هوَ بروتين يُشَفر بواسطة جين SAMD9 في الإنسان.